# World Downfall
World Downfall es el álbum debut de la banda estadounidense de grindcore Terrorizer. Fue lanzado por Earache Records el 13 de noviembre de 1989.

## Antecedentes
World Downfall está considerado como uno de los álbumes de Grindcore más influyentes de todos los tiempos: además de tener un rol importante en el desarrollo del Metalcore y Deathcore, muestra riffs de guitarra crujientes y muy distorsionados y blast beats extremadamente rápidos y precisos, además de gruñidos, voces ásperas y letras que tratan temas sociales, características que se convertirían en un estándar entre música grindcore. La portada, que es similar a Scum de Napalm Death, es un collage que presenta escenas de guerra, figuras políticas, una planta de energía nuclear y Jesús resucitando. Alrededor de un tercio de las canciones eran en realidad material de Náusea, la banda anterior del vocalista Oscar García. El álbum fue lanzado en 1989 cuando la banda ya se había separado, Jesse Pintado se unió a Napalm Death y Pete Sandoval se unió a Morbid Angel . David Vincent no era un miembro original de Terrorizer, pero reemplazó al bajo debido a su conexión con Sandoval en Morbid Angel, porque su bajista original Alfred "Garvey" Estrada estaba en la cárcel en ese momento.
La canción "Fear of Napalm" apareció en el videojuego Grand Theft Auto IV: The Lost and Damned, y la canción "Dead Shall Rise" estaba en la banda sonora del videojuego Splatterhouse .
 
| Cara A |                            |          |  |
| N.º    | Título                     | Duración |  |
| 1.     | «After World Obliteration» | 3:30     |  |
| 2.     | «Storm of Stress»          | 1:28     |  |
| 3.     | «Fear of Napalm»           | 3:01     |  |
| 4.     | «Human Prey»               | 2:08     |  |
| 5.     | «Corporation Pull-In»      | 2:22     |  |
| 6.     | «Strategic Warheads»       | 1:38     |  |
| 7.     | «Condemned System»         | 1:22     |  |
| 8.     | «Resurrection»             | 2:59     |  |

| Cara B |                          |          |  |
| N.º    | Título                   | Duración |  |
| 9.     | «Enslaved by Propaganda» | 2:14     |  |
| 10.    | «Need to Live»           | 1:17     |  |
| 11.    | «Ripped to Shreds»       | 2:52     |  |
| 12.    | «Injustice»              | 1:28     |  |
| 13.    | «Whirlwind Struggle»     | 2:16     |  |
| 14.    | «Infestation»            | 1:56     |  |
| 15.    | «Dead Shall Rise»        | 3:06     |  |
| 16.    | «World Downfall»         | 2:37     |  |

## Personal
- Oscar García - voz principal
- Jesse Pintado - guitarras
- David Vincent - bajo, coros, producción
- Pete Sandoval - batería
- Scott Burns - ingeniería

1. ↑  World Downfall en AllMusic

- Datos: Q503449